# Gフォース・GF01

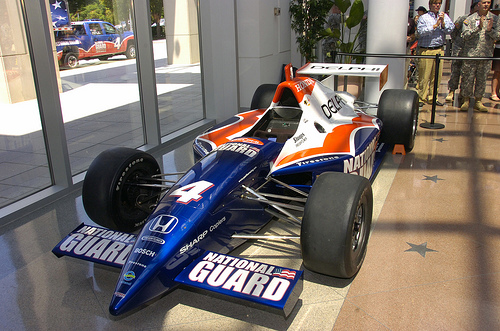
パノス・GF01B（1998年仕様）

Gフォース・GF01（G-Force GF01）は、アメリカのレーシングカーコンストラクター、エラン・モータースポーツ・テクノロジーズがパノスに開発・製造したフォーミュラカーで、パノスに買収される前にGフォースがインディ・レーシング・リーグで使用するため独自に開発・製造を行っていた。Gフォースは、ダラーラ、既存のCARTシリーズで使用されているローラ、レイナードと共に、第1世代のIRLカーのコンストラクターの一つに選ばれた。エンジンは4.0 L自然吸気オールズモビル・オーロラ・インディV8エンジンで、メタノール燃料で稼働し、675–700 hp (503–522 kW)、レブリミットは10,500 rpmだった。1997年から1999年まで、インディカー・シリーズで使用され、2000年にGF05に引き継がれた。1997年のインディ500でアリー・ルイエンダイクが駆って優勝を飾っている。